# Кристин Милиоти
Кристин Милиоти (енгл. Cristin Milioti; Шерил Хил, 16. август 1985) америчка је глумица и певачица позната по улогама Трејси Маконел у ситкому Како сам упознао вашу мајку, Терезе Петрило Белфорт у филму Вук са Вол Стрита и девојке у бродвејском мјузиклу Једном, који јој је донео награду Греми и номинацију за Тонија.